# Selfoss (wodospad)
Selfoss – wodospad położony na północy Islandii na rzece Jökulsá á Fjöllum, kilometr powyżej wodospadu Dettifoss.

## Opis
Jest osiągalny po krótkim marszu od Dettifoss w górę rzeki Jökulsá á Fjöllum. Próg, przez który przelewa się woda jest położony dość nietypowo, bo wzdłuż biegu rzeki i jest wysoki na 10 metrów.
Dwa kilometry poniżej Dettifoss znajduje się trzeci wodospad – wysoki na 27 metrów Hafragilsfoss.
Jökulsá á Fjöllum płynie w swoim dalszym przebiegu przez park narodowy Jökulsárgljúfur i wąwóz Ásbyrgi.